# Jim Johnson
James Robert "Jim" Johnson (27 de junio de 1983) es un exlanzador estadounidense de béisbol profesional que jugó en las Grandes Ligas con los Baltimore Orioles, Oakland Athletics, Detroit Tigers, Los Angeles Dodgers, Atlanta Braves y Los Angeles Angels.

## Carrera profesional

### Baltimore Orioles
Los Baltimore Orioles seleccionaron a Johnson en la quinta ronda del Draft 2001 de la MLB.
Hizo su debut en Grandes Ligas en el 2006, realizando una apertura hacia el final de la temporada. Permitió 8 carreras en 3 entradas para perder el juego. En 2007 sólo hizo una aparición.
Comenzó la temporada de 2008 en la rotación abridora de los Norfolk Tides de Clase AAA, pero fue llamado a los Orioles el 12 de abril. Lanzó 18 entradas de relevo medio y final sin permitir carreras, antes de tolerar una carrera en la décima entrada frente a Oakland el 5 de mayo.
Se convirtió en el cerrador interino cuando George Sherrill entró a la lista de lesionados el 19 de agosto de 2008. Johnson terminó la temporada con una efectividad de 2.23 en 54 juegos con 1 salvamento.
Johnson obtuvo el papel de cerrador el 30 de julio de 2009, cuando Sherrill fue cambiado a Los Angeles Dodgers. En la temporada de 2010 regresó al rol de setup. A finales de la temporada 2011, ganó el papel de cerrador de Kevin Gregg. Terminó con 10 salvamentos pero su efectividad se elevó a 4.11 en 70 entradas de relevo.
El 16 de enero de 2012, Johnson firmó un contrato de un año por valor de $ 2,625 millones, evitando el arbitraje. Fue nombrado Relevista del Mes en mayo de 2012. El 1 de julio de 2012, fue uno de los tres Orioles seleccionados para participar en el Juego de Estrellas de ese año.
El 21 de septiembre de 2012 estableció la marca de juegos salvados para los Orioles en 46, superando a Randy Myers. Logró su 50mo salvamento de la temporada el 30 de septiembre frente a los Boston Red Sox. Con la victoria, Baltimore aseguró una plaza en la postemporada y Johnson se convirtió en el décimo lanzador en la historia de MLB en registrar 50 salvamentos o más. Terminó la temporada con 51 juegos salvados. Ganó el premio de Relevista del Año de la Liga Americana de 2012.
Johnson tuvo un debut de postemporada mediocre a través de cuatro juegos en la Serie Divisional contra los Yankees de Nueva York. Tuvo problemas en el juego uno de la serie en Camden Yards, entrando en la novena entrada de un juego de 2-2 y permitió cinco carreras (cuatro limpias) en sólo 1/3 de entrada. Los Yankees ganaron 7-2. Se redimió en el segundo partido, lanzando una novena entrada perfecta para preservar una ventaja de 3-2, ponchando a Alex Rodríguez en cuenta de 3-2 para terminar el juego. Johnson lanzó de nuevo en el tercer juego en el Bronx y permitió un jonrón a Raúl Ibáñez que empató el juego con un out en la novena entrada. (Ibañez también conectaría el jonrón ganador en la 12.ª entrada ante Brian Matusz). Johnson obtuvo el juego salvado en el cuarto juego, trabajando una 13.ª entrada sin anotaciones.
Johnson obtuvo su salvamento 100 contra los Yanquis de Nueva York el 1 de julio de 2013.

### Oakland Athletics
El 2 de diciembre de 2013, Johnson fue cambiado a los Oakland Athletics por el infielder Jemile Weeks y un jugador a ser nombrado más tarde, identificado como David Freitas el 12 de diciembre. El acuerdo fue considerado como un desahogo del salario por los Orioles ya que Johnson fue proyectado para ganar 10,8 millones en el arbitraje de béisbol, de acuerdo con MLB Trade Rumors. Su salario 2014 terminó siendo 10 millones de dólares. La primera temporada de Johnson con los Atléticos comenzaría mal, ya que obtuvo un salvamento desperdiciado y 2 derrotas en sus dos primeras apariciones con el club. Después de 5 apariciones y una efectividad de 18.90, Johnson fue retirado del rol de cerrador el 11 de abril, a favor de sus compañeros relevistas Luke Gregerson y Sean Doolittle. Johnson fue designado para asignación el 24 de julio, y dejado en libertad por el club el 1 de agosto.

### Tigres de Detroit
El 5 de agosto de 2014, Johnson firmó un contrato de ligas menores con los Detroit Tigers. El 16 de agosto, los Tigres lo llamaron a la plantilla principal. Para hacer espacio en el roster de 25 jugadores, los Tigres enviaron a Melvin Mercedes la filial Clase AAA de Toledo. Para hacer espacio en el roster de 40 jugadores, los Tigres designaron a Kevin Whelan para la asignación. Johnson hizo su debut con los Tigres el 17 de agosto, llegando a lanzar la sexta entrada. Permitió dos hits, tres carreras, una base por bolas y un ponche en 2/3 de entrada.

### Atlanta Braves

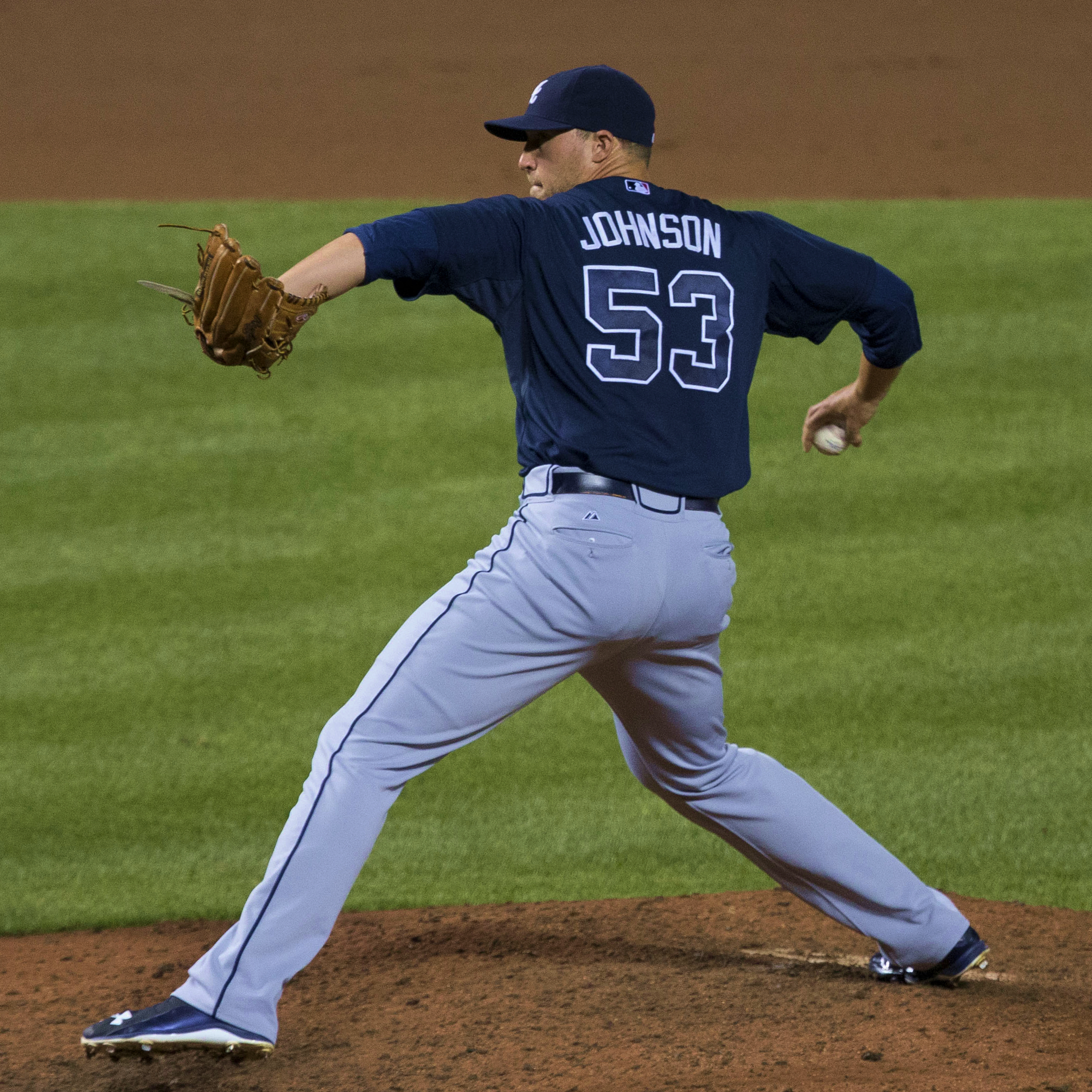
Johnson con los Atlanta Braves.

Johnson firmó un contrato de un año por valor de $ 1.6 millones con los Atlanta Braves el 3 de diciembre de 2014. Se desempeñó como setup gran parte de la temporada 2015, hasta que tomó el rol de cerrador luego que Jason Grilli se lesionara el tendón de Aquiles izquierdo el 11 de julio.

### Los Angeles Dodgers
El 30 de julio de 2015, en un cambio entre tres equipos, los Dodgers de Los Angeles adquirieron a Johnson, Mat Latos, Michael Morse, Bronson Arroyo, Alex Wood, Luis Avilán y José Peraza, mientras que los Miami Marlins adquirieron a los lanzadores de ligas menores Victor Araujo, Jeff Brigham y Kevin Guzmán, y los Bravos recibieron a Héctor Olivera, Paco Rodríguez, el lanzador de ligas menores Zachary Bird y una selección competitiva del draft de 2016. Su rendimiento con los Dodgers fue deficiente, permitiendo 22 carreras en 18 2⁄3 entradas de labor para una efectividad de 10.13. No fue incluido en la plantilla de postemporada del equipo y fue colocado en designación el 14 de octubre de 2015.

### Regreso a los Atlanta Braves
El 30 de noviembre de 2015, Johnson firmó por un año y $2.5 millones con los Atlanta Braves. Durante la temporada 2016 registró 20 salvamentos en 23 oportunidades, donde tuvo efectividad de 3.06 en 64 2⁄3 entradas lanzadas. Al finalizar la campaña, firmó una extensión por dos años con los Bravos.
En 2017, Johnson registró una alta efectividad de 5.56 a pesar de salvar 22 juegos para los Bravos.

### Los Angeles Angels
El 30 de noviembre de 2017, Johnson fue transferido a Los Angeles Angels a cambio del lanzador Justin Kelly y dinero en efectivo. Con los Angels, registró efectividad de 3.84 en 63 1⁄3 entradas de labor durante el 2018. Al finalizar la campaña, se convirtió en agente libre.

## Estilo de lanzar
Johnson tiene un repertorio de cuatro lanzamientos, siendo su principal un sinker con promedio de 95 mph. Su principal lanzamiento quebrado frente a los bateadores diestros es una curva con un promedio de alrededor de 80 mph. Contra los zurdos, añade un cambio de velocidad superior a las 80 mph. Por último, ocasionalmente lanza una recta de cuatro costuras alrededor de 90 mph.